# Holzhausenstraße (metropolitana di Francoforte sul Meno)
La stazione di Holzhausenstraße è una stazione sotterranea della metropolitana di Francoforte sul Meno.

## Storia
La stazione di Holzhausenstraße venne attivata il 4 ottobre 1968, all'apertura della prima tratta sotterranea della metropolitana di Francoforte.

## Strutture e impianti
Si tratta di una stazione sotterranea, con due binari – uno per ogni senso di marcia – serviti da due marciapiedi laterali.

## Movimento
La stazione è servita dalle linee U1, U2, U3 e U8, che percorrono lo stesso tracciato.